# Raspailia
Raspailia is een geslacht van sponsdieren uit de klasse van de Demospongiae (gewone sponzen).

## Soorten
- Raspailia (Clathriodendron) arbuscula (Lendenfeld, 1888)
- Raspailia (Clathriodendron) bifurcata Ridley, 1884
- Raspailia (Clathriodendron) cacticutis (Carter, 1885)
- Raspailia (Clathriodendron) darwinensis Hooper, 1991
- Raspailia (Clathriodendron) desmoxyiformis Hooper, 1991
- Raspailia (Clathriodendron) fueguensis Cuartas, 1995
- Raspailia (Clathriodendron) hispida (Montagu, 1814)
- Raspailia (Clathriodendron) irregularis (Lendenfeld, 1888)
- Raspailia (Clathriodendron) keriontria Hooper, 1991
- Raspailia (Clathriodendron) levis Cuartas, 1995
- Raspailia (Clathriodendron) melanorhops Hooper, 1991
- Raspailia (Clathriodendron) paradoxa Hentschel, 1911
- Raspailia (Clathriodendron) rubrum Kirk, 1911
- Raspailia (Hymeraphiopsis) fruticosa Lehnert & Stone, 2015
- Raspailia (Hymeraphiopsis) irregularis Hentschel, 1914
- Raspailia (Parasyringella) agnata (Topsent, 1896)
- Raspailia (Parasyringella) australiensis Ridley, 1884
- Raspailia (Parasyringella) cervicornis (Burton, 1948)
- Raspailia (Parasyringella) clathrata Ridley, 1884
- Raspailia (Parasyringella) elegans (Lendenfeld, 1887)
- Raspailia (Parasyringella) falcifera Topsent, 1890
- Raspailia (Parasyringella) humilis Topsent, 1892
- Raspailia (Parasyringella) nuda Hentschel, 1911
- Raspailia (Parasyringella) pacifica (Koltun, 1962)
- Raspailia (Parasyringella) rubra Aguilar-Camacho & Carballo, 2013
- Raspailia (Parasyringella) stelliderma (Carter, 1885)
- Raspailia (Raspailia) anastomosa Kumar, 1925
- Raspailia (Raspailia) atropurpurea (Carter, 1885)
- Raspailia (Raspailia) bathyalis Boury-Esnault, Pansini & Uriz, 1994
- Raspailia (Raspailia) echinata Whitelegge, 1907
- Raspailia (Raspailia) gracilis (Lendenfeld, 1888)
- Raspailia (Raspailia) kennedyi Hooper, Sutcliffe & Schlacher-Hoenlinger, 2008
- Raspailia (Raspailia) muricyana Moraes, 2011
- Raspailia (Raspailia) phakellopsis Hooper, 1991
- Raspailia (Raspailia) pinnatifida (Carter, 1885)
- Raspailia (Raspailia) radiosa (Bowerbank, 1866)
- Raspailia (Raspailia) ramosa (Montagu, 1814)
- Raspailia (Raspailia) scorpa Hooper, Sutcliffe & Schlacher-Hoenlinger, 2008
- Raspailia (Raspailia) tenella (Lendenfeld, 1888)
- Raspailia (Raspailia) urizae Hooper, 2012
- Raspailia (Raspailia) ventilabrum (Bowerbank, 1866)
- Raspailia (Raspailia) vestigifera Dendy, 1896
- Raspailia (Raspailia) viminalis Schmidt, 1862
- Raspailia (Raspailia) virgultosa (Bowerbank, 1866)
- Raspailia (Raspailia) wilkinsoni Hooper, 1991
- Raspailia (Raspaxilla) bouryesnaultae Lerner, Carraro & van Soest, 2006
- Raspailia (Raspaxilla) clathrioides (Lévi, 1967)
- Raspailia (Raspaxilla) compressa Bergquist, 1970
- Raspailia (Raspaxilla) frondula (Whitelegge, 1907)
- Raspailia (Raspaxilla) galapagensis (Desqueyroux-Faúndez & van Soest, 1997)
- Raspailia (Raspaxilla) hyle (De Laubenfels, 1930)
- Raspailia (Raspaxilla) hymani (Dickinson, 1945)
- Raspailia (Raspaxilla) mariana (Ridley & Dendy, 1886)
- Raspailia (Raspaxilla) phakellina (Topsent, 1913)
- Raspailia (Raspaxilla) reticulata Hooper, 1991
- Raspailia (Raspaxilla) topsenti Dendy, 1924
- Raspailia (Raspaxilla) wardi Hooper, 1991
- Raspailia acanthifera (George & Wilson, 1919)
- Raspailia acerata (Carter, 1887)
- Raspailia alces Pick, 1905
- Raspailia colorans Pulitzer-Finali, 1993
- Raspailia flaccida Bergquist, 1970
- Raspailia folium Thiele, 1898
- Raspailia gracillima Topsent, 1894
- Raspailia hirsuta Thiele, 1898
- Raspailia howsei (Bowerbank, 1866)
- Raspailia inaequalis Dendy, 1924
- Raspailia kasumiensis Tanita, 1965
- Raspailia koreana Rho & Sim, 1979
- Raspailia laciniata (Carter, 1879)
- Raspailia longispicula Breitfuss, 1912
- Raspailia microacanthoxea Hoshino, 1976
- Raspailia rigida Ridley & Dendy, 1886
- Raspailia simplicior Pick, 1905
- Raspailia tenuis Ridley & Dendy, 1886
- Raspailia trachystyla Tanita, 1968
- Raspailia uncinata Pick, 1905